# Marcel Duhamel
Pour les articles homonymes, voir Duhamel.

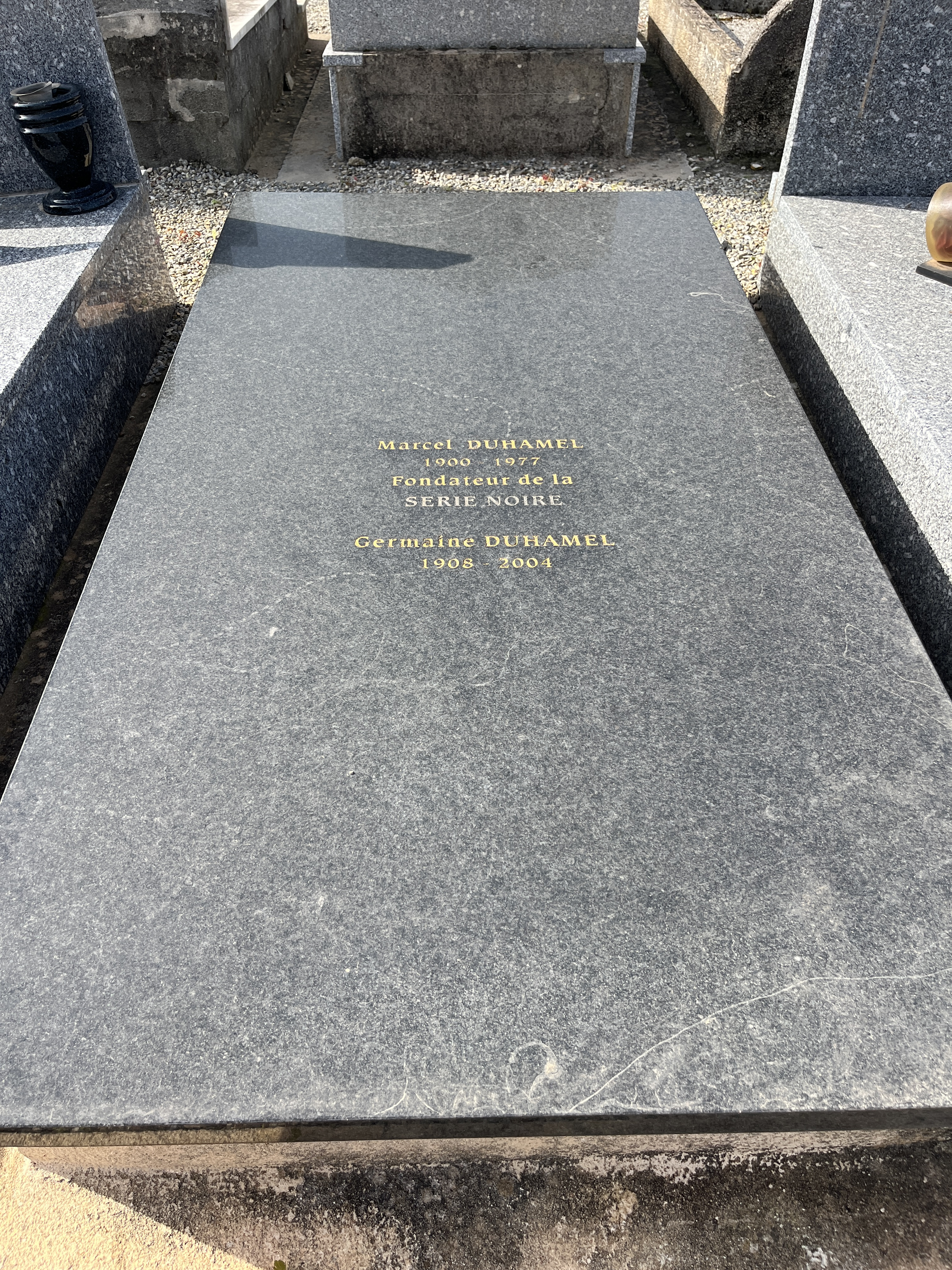
Sépulture de Marcel Duhamel au cimetière ancien de Mouans-Sartoux (06)

Marcel Duhamel (16 juillet 1900 à Paris 16e - 6 mars 1977 à Saint-Laurent-du-Var) est un éditeur (créateur de la Série noire chez Gallimard) et traducteur. Il a également été scénariste et acteur.

## Biographie
Après son service militaire, pendant lequel il fit la rencontre décisive à Istanbul du poète Jacques Prévert, il dirige successivement l'hôtel de Wagram (rue de Rivoli) puis l'hôtel Grosvenor (sur les Champs-Élysées) et s'installe dans le quartier du Montparnasse au 54 de la rue du Château, qui était « une bicoque ayant jadis abrité le commerce d'un marchand de peaux de lapins », et qui devint l'endroit de rencontre du  mouvement surréaliste. C'est en fait un logement « collectif » qui accueille tous les amis désargentés de Duhamel : Prévert, Raymond Queneau, Yves Tanguy.
En 1928, il traduit un premier roman, Les Émeraudes sanglantes, de Raoul Whitfield. Il enchaîne divers petits métiers comme ceux de modiste, décorateur, chef de plateau aux studios Pathé-Nathan, publicitaire, éditeur pendant deux ans d'une revue de tourisme (Voyage en France).
À la suite de la traduction d'un second roman (Le Petit César, de William Riley Burnett), il travaille pour les studios de la Tobis Klangfilm et adapte les dialogues de plus d'une centaine de films américains.
Parallèlement, il joue au cinéma dans des films comme L'affaire est dans le sac, (de Pierre et Jacques Prévert, 1932), Le Dernier Milliardaire, (de René Clair, 1934), ou Le Crime de Monsieur Lange, (de Jean Renoir, 1936).
Sa rencontre avec le dramaturge Marcel Achard en 1944 est déterminante. Celui-ci lui fait découvrir deux romans noirs de Peter Cheyney. Enthousiaste, Marcel Duhamel les traduit et propose à Gallimard de les publier dans une nouvelle collection. En octobre 1945, il crée la « Série noire » et dirige cette collection jusqu'à sa mort en 1977, popularisant le roman noir américain.
Avant d'être éditeur, Duhamel est d'abord traducteur, spécialisé dans la traduction des vrais Américains (Raymond Chandler, Dashiell Hammett) aussi bien que des faux Américains, notamment les Anglais Peter Cheyney et James Hadley Chase « auxquels ses traductions ont su donner d'emblée un caractère américain. ». À Michèle et Boris Vian, il confie la traduction du roman Les femmes s'en balancent (Ladies don't care), de Peter Cheyney, et, plus tard, Vian traduit deux Chandler. L'afflux de faux Américains dans la série noire — les Français Terry Stewart et John Amila, l'Anglais Carter Brown — a naturellement une grande influence sur le futur faux Américain Vernon Sullivan alias Boris Vian.

Dans les années 1940, Duhamel, grand amateur de jazz, est un des piliers des caves de Saint-Germain-des-Prés, une figure du monde du papier et un personnage prestigieux pour son élégance « royale ». Dans le Manuel de Saint-Germain-des-Prés, Boris Vian brosse ainsi son portrait : 

« Duhamel […] a eu une vie fort variée dont le récit nous entrainerait en dehors des limites de ce volume ; mais, à tous les moments de son existence, il a conservé une dignité dans l'allure très caractéristique, et on ne m'ôtera jamais l'idée que Marcel Duhamel est un enfant naturel de feu le roi George V d'Angleterre […]. Amateur passionné de jazz, il possède une fort belle collection dans le style classique. »

.
Durant les années 1950 et 1960, il crée et anime d’autres collections littéraires : « Série Blême » et « Panique » chez Gallimard, « Oscar » chez Denoël, « Haute tension » chez ZED.
Il mène en même temps une activité de traducteur des œuvres de John Steinbeck, Ernest Hemingway, Richard Wright, Erskine Caldwell, Irwin Shaw et de nombreux auteurs de romans noirs. Il s'agit plutôt de réécriture car Duhamel s'éloignait beaucoup des textes originaux en les coupant et en en modifiant le style.
Adaptateur pour le théâtre de plusieurs romans : Pas d'orchidées pour Miss Blandish, Du rififi chez les hommes, etc ..., Marcel Duhamel a aussi signé une autobiographie : Raconte pas ta vie (Mercure de France, 1972).

## Le manifeste de la "Série noire"
En 1948, Marcel Duhamel écrit ce qui restera longtemps « le manifeste de la “Série noire”. Après plus de cinquante ans, ce texte reste d'une rare actualité.
« Que le lecteur non prévenu se méfie : les volumes de la "Série noire" ne peuvent pas sans danger être mis entre toutes les mains. 
L'amateur d'énigmes à la Sherlock Holmes n'y trouvera pas souvent son compte. 
L'optimiste systématique non plus. 
L'immoralité admise en général dans ce genre d'ouvrages uniquement pour servir de repoussoir à la moralité conventionnelle, y est chez elle tout autant que les beaux sentiments, voire de l'amoralité tout court. 
L'esprit en est rarement conformiste. On y voit des policiers plus corrompus que les malfaiteurs qu'ils poursuivent. 
Le détective sympathique ne résout pas toujours le mystère. Parfois il n'y a pas de mystère. Et quelquefois même, pas de détective du tout. 
Mais alors ?… 
Alors il reste de l'action, de l'angoisse, de la violence — sous toutes ses formes et particulièrement les plus honnies — du tabassage et du massacre. 
Comme dans les bons films, les états d'âmes se traduisent par des gestes, et les lecteurs friands de littérature introspective devront se livrer à la gymnastique inverse. 
Il y a aussi de l'amour — sous toutes ses formes — de la passion, de la haine, tous les sentiments qui, dans une société policée, ne sont censés avoir cours que tout à fait exceptionnellement, mais qui sont ici monnaie courante et sont parfois exprimés dans une langue fort peu académique, mais où domine toujours l'humour. En bref, notre but est fort simple : vous empêcher de dormir. À cet effet, nous avons fait appel aux grands spécialistes du roman policier mouvementé : James Cain, James Hadley Chase, Peter Cheyney, Horace Mac Coy, Dashiell Hammett, Don Tracy, Raoul Whitfield, etc., et tous nous ont donné le meilleur de leurs œuvres pour cette louable entreprise. Il paraît deux titres par mois. À l'amateur de sensations fortes, je conseille donc vivement la réconfortante lecture de ces ouvrages. En choisissant au hasard, il tombera vraisemblablement sur une nuit blanche. M. D.»
Parmi les grands succès de la série noire, Twelve Chinks and a Woman, 1941, Jarrolds éditions, de James Hadley Chase, a été traduit de l'anglais par Jean Weil et Marcel Duhamel sous le titre : Douze Chinetoques et une souris. Quelques années plus tard, en 1979, le titre anglais a été changé car le mot Chinks était insultant pour les Chinois et Corgi books l'a republié sous le titre : The Doll's bad news.

## Filmographie

### Comme acteur
- 1931  : La Pomme de terre / Prix et profits, court métrage d'Yves Allégret
- 1932 : Comme une carpe / Le Muet de Marseille, court métrage de Claude Heymann
- 1932 : L'affaire est dans le sac, moyen métrage de Pierre Prévert : le monsieur pressé / le capitaine de dragons
- 1933 : La Tête de veau, court métrage d'Emil-Edwin Reinert
- 1933 : On déjeune à midi court métrage d’Emil-Edwin Reinert
- 1933 : Ciboulette, de Claude Autant-Lara : le voleur
- 1934 : Por un perro chico, una mujer, de Santiago de La Concha
- 1934 : Un chien qui raccroche, moyen métrage de Santiago Ontañón et R. Soriano
- 1934 : L'Hôtel du libre échange, de Marc Allégret : M. Chervet, un client
- 1934 : Le Dernier Milliardaire, de René Clair
- 1935 : Un oiseau rare / Les Deux Gagnants, de Richard Pottier : le baron Tourtau
- 1935 : Le commissaire est bon enfant, le gendarme est sans pitié, de Jacques Becker et Pierre Prévert
- 1935 : Méfiez-vous des amis / Affaire garantie, court métrage de Michel Einert
- 1936 : Moutonnet, de René Sti
- 1936 : Le Crime de monsieur Lange, de Jean Renoir : le contremaître
- 1936 : La vie est à nous, réalisation collective (Jean Renoir, Jean-Paul Le Chanois, Jacques Becker…) : M. Moutet, le volontaire national / le propriétaire du garage
- 1936 : Les Gais Lurons, de Paul Martin et Jacques Natanson : Hopkins
- 1937 : Drôle de drame ou L'Étrange Aventure du docteur Molyneux, de Marcel Carné : un fêtard
- 1937 : L'Affaire du courrier de Lyon, de Maurice Lehmann et Claude Autant-Lara : Guénot
- 1937 : Forfaiture, de Marcel L'Herbier : Casaux
- 1937 : Le Gagnant (ou Amour et automobile), moyen métrage d'Yves Allégret
- 1938 : J'étais une aventurière, de Raymond Bernard
- 1938 : Carrefour / L'Homme de la nuit, de Kurt Bernhardt : le domestique
- 1938 : Les Gens du voyage, de Jacques Feyder
- 1939 : La Piste du nord, de Jacques Feyder : un journaliste
- 1939 : Le Dernier Tournant, de Pierre Chenal : le monsieur pressé
- 1939 : L'Esclave blanche, de Marc Sorkin : un ouvrier
- 1939 : Le Récif de corail, de Maurice Gleize : un docteur
- 1940 : L'Émigrante, de Léo Joannon
- 1940 : Narcisse, d'Ayres d'Aguiar
- 1941 : L'Embuscade, de Fernand Rivers
- 1941 : Remorques, de Jean Grémillon : Pierre Poubennec
- 1943 : Le soleil a toujours raison, de Pierre Billon
- 1943 : Picpus, de Richard Pottier : le peintre
- 1943 : Le Voyageur de la Toussaint, de Louis Daquin : le juge d'instruction
- 1958 : Paris mange son pain, court métrage de Pierre Prévert
- 1959 : Paris la belle, court métrage de Pierre Prévert
- 1960 : Interpol contre X, de Maurice Boutel
- 1961 : Mon frère Jacques, de Pierre Prévert

### Comme scénariste
- 1953 : Cet homme est dangereux, de Jean Sacha

### Comme réalisateur
- 1928 : Souvenir de Paris

## Théâtre
- 1943 : Mais n'te promène donc pas toute nue !, de Georges Feydeau, mise en scène d'Alice Cocéa, Théâtre des Ambassadeurs